# Selección masculina de rugby 7 de Uganda
La selección masculina de rugby 7 de Uganda es el equipo nacional de la modalidad de rugby 7 (7 jugadores).

## Palmarés
- Africa Cup Sevens (4): 2016, 2017, 2022, 2024.

- Juegos Africanos (1): 2023.

## Participación en copas
| - Edimburgo 1993: no participó - Hong Kong 1997: no participó - Mar del Plata 2001: no participó - Hong Kong 2005: no clasificó - Dubái 2009: no clasificó - Moscú 2013: no participó - Estados Unidos 2018: 20.º puesto - Ciudad del Cabo 2022: 17.º puesto - Kuala Lumpur 1998: no participó - Mánchester 2002: no participó - Melbourne 2006: 11.º puesto - Delhi 2010: 11.º puesto - Glasgow 2014: 11.º puesto - Gold Coast 2018: 12.º puesto - Birmingham 2022: 10.º puesto - Río 2016: no clasificó - Tokio 2020: no clasificó - Acra 2023: 1.er puesto - Challenger Series 2020: 8° puesto - Challenger Series 2022: 6° puesto - Challenger Series 2023: 6° puesto | - Serie Mundial 99-00: 29.º puesto (0 pts) - Serie Mundial 00-01: no participó - Serie Mundial 01-02: 31.er puesto (0 pts) - Serie Mundial 02-03: 31.er puesto (0 pts) - Serie Mundial 03-04: 31.er puesto (0 pts) - Serie Mundial 04-05: no participó - Serie Mundial 05-06:no participó - Serie Mundial 06-07: no participó - Serie Mundial 07-08: 18.º puesto (0 pts) - Serie Mundial 08-09: no participó - Serie Mundial 09-10: no participó - Serie Mundial 10-11: no participó - Serie Mundial 11-12: no participó - Serie Mundial 12-13: no participó - Serie Mundial 13-14: no participó - Serie Mundial 14-15: no participó - Serie Mundial 15-16: no participó - Serie Mundial 16-17: 17.º puesto (4 pts) - Serie Mundial 17-18: 18.º puesto (4 pts) - Serie Mundial 18-19: no clasificó - Serie Mundial 22-23: 19.º puesto (2 pts) - Seven de Hong Kong 2017: Cuartos de final - Seven de Hong Kong 2018: Cuartos de final - Seven de Hong Kong 2019: Fase de grupos - Clasificatorio a Tokio 2020: Descalificado |